# Granica białorusko-rosyjska
Granica białorusko-rosyjska – lądowa granica międzypaństwowa Białorusi i Federacji Rosyjskiej. Jej długość wynosi 1283 km. Powstała w 1991 roku po uzyskaniu niepodległości przez Białoruś. Przebiega po dawnej granicy administracyjnej między Białoruską SRR i Rosyjską FSRR.

## Przebieg
Na północy granica rozpoczyna się w trójstyku z granicami łotewsko-rosyjską i białorusko-łotewską. Na południu kończy się w trójstyku z granicami: białorusko-ukraińską i rosyjsko-ukraińską. Obwodami sąsiadującymi z granicą białorusko-rosyjską po stronie białoruskiej są: obwód homelski, mohylewski i witebski. Po stronie rosyjskiej są to: obwód briański, pskowski i smoleński.

## Historia

### Białoruska SRR i Rosyjska FSRR

Granice Białoruskiej SRR (kolor zielony) i planowane granice Litewsko-Białoruskiej SRR (kolor niebieski) w 1920 roku

Białoruska SRR została utworzona 1 stycznia 1919 roku. W jej skład wchodziły w całości dawne gubernie Imperium Rosyjskiego: mińska, mohylewska, grodzieńska, prawie cała gubernia witebska, pięć zachodnich powiatów guberni smoleńskiej, cztery północne powiaty guberni czernihowskiej i po jednym powiecie guberni wileńskiej i suwalskiej. Już 16 stycznia tego samego roku Komitet Centralny Rosyjskiej Partii Komunistycznej (bolszewików) postanowił wyłączyć ze składu Białoruskiej SRR gubernie: witebską, mohylewską i smoleńską, pozostawiając w niej tylko mińską i grodzieńską. Następnie Białoruska SRR została połączona z Litwą w Litewsko-Białoruską SRR. Z jej składu wyłączono powiat rzeczycki i włączono go do Rosyjskiej FSRR. Dalsze zmiany granic między republikami radzieckimi zostały przerwane przez wojnę polsko-bolszewicką. Po wyparciu wojsk polskich z Białorusi w 1920 roku, władze radzieckie odtworzyły Białoruską SRR. Jej terytorium składało się jedynie z 6 niecałych powiatów guberni mińskiej (52,4 tys. km², 1,5 mln mieszkańców).

### Stan obecny
Status granicy państwowej z Federacją Rosyjską został określony postanowieniem Rady Najwyższej Republiki Białorusi z 11 czerwca 1993 roku. Istnieją także umowy międzynarodowe między Białorusią i Rosją, w których kraje uznały nawzajem swoją integralność terytorialną w istniejących granicach. Faktyczny przebieg granicy białorusko-rosyjskiej po dawnej granicy administracyjnej pomiędzy Białoruską SRR i Rosyjską FSRR został potwierdzony już wcześniej, 18 grudnia 1990 roku. Obecnie status granicy reguluje Umowa o przyjaźni, dobrosąsiedztwie i współpracy pomiędzy Republiką Białorusi i Federacją Rosyjską z 21 lutego 1995 roku.

## Przejścia graniczne
Na granicy białorusko-rosyjskiej nie prowadzi się kontroli granicznych (z wyjątkiem samochodów ciężarowych). Granica może być swobodnie przekraczana w każdym jej punkcie.
W grudniu 2014 Białoruś przywróciła kontrole celne na granicy.

## Oceny
Niektórzy białoruscy działacze polityczni i kulturalni krytykują fakt, że granica białorusko-rosyjska jest całkowicie otwarta i nie wyznaczona w terenie. Białoruski radykalnie prawicowy poeta i działacz polityczny Sławamir Adamowicz uważa Rosję za poważne zagrożenie dla Białorusi i potencjalnego agresora. Wśród szeregu działań mających na celu obronę niepodległości państwa, postuluje wytyczenie w terenie granicy białorusko-rosyjskiej w formie pasa zaoranej ziemi.